# Koothuparamba
Koothuparamba là một thành phố và khu đô thị của quận Kannur thuộc bang Kerala, Ấn Độ.

## Nhân khẩu
Theo điều tra dân số năm 2001 của Ấn Độ, Koothuparamba có dân số 29.532 người. Phái nam chiếm 47% tổng số dân và phái nữ chiếm 53%. Koothuparamba có tỷ lệ 86% biết đọc biết viết, cao hơn tỷ lệ trung bình toàn quốc là 59,5%: tỷ lệ cho phái nam là 87%, và tỷ lệ cho phái nữ là 84%. Tại Koothuparamba, 10% dân số nhỏ hơn 6 tuổi.